# America Party
Die America Party (deutsch Amerika-Partei) ist eine politische Partei in den Vereinigten Staaten. Elon Musk ließ die Partei angeblich am 6. Juli 2025 bei der Bundeswahlkommission (FEC) registrieren. Die Authentizität des Dokumentes ist zweifelhaft.  Musk selbst bezeichnete das entsprechende Dokument als Fälschung. Am 20. August 2025 wurde bekannt, dass Musk die Partei nicht gründen wolle.

## Entstehung

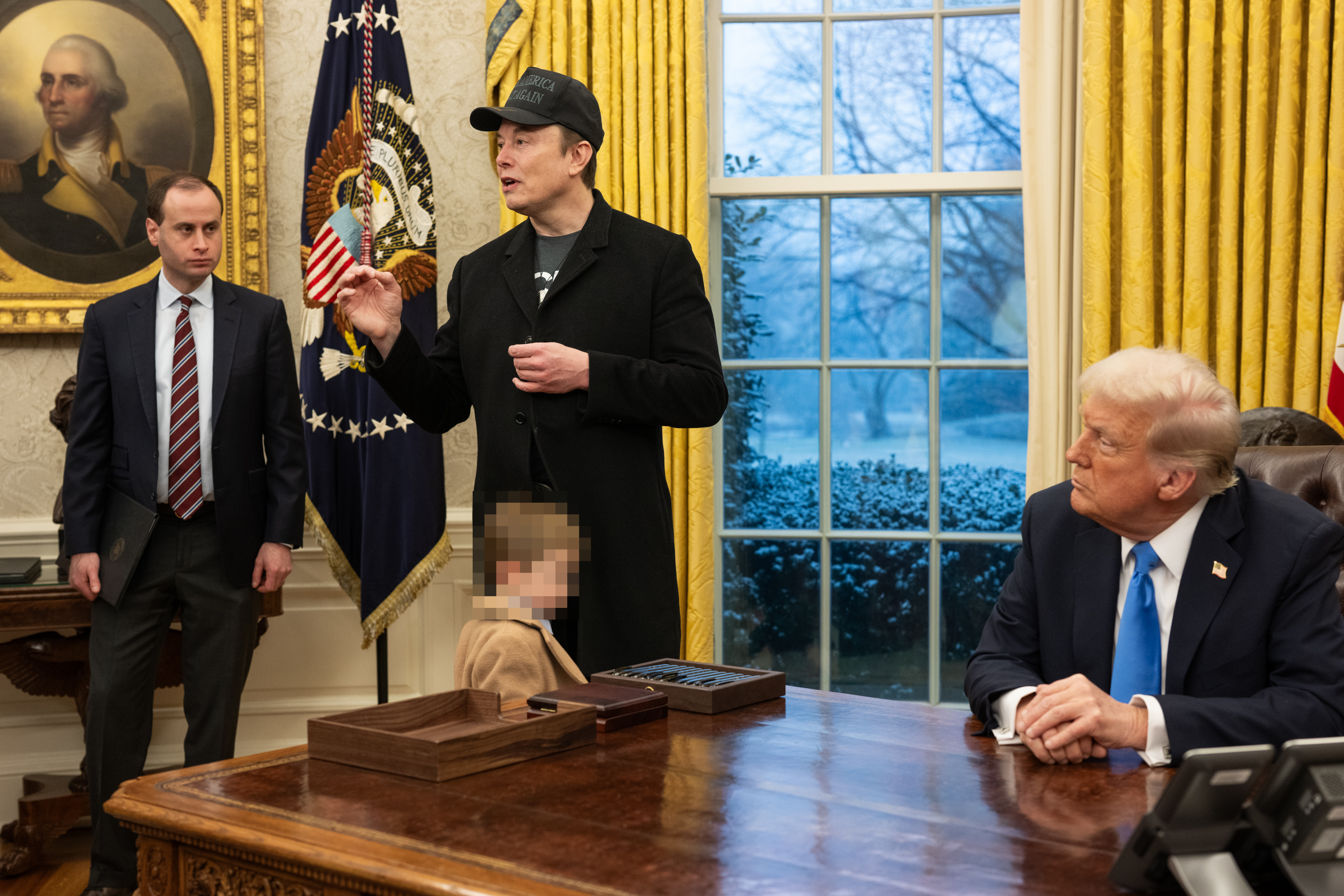
Elon Musk während einer Pressekonferenz zur DOGE-Tätigkeit im Weißen Haus (Februar 2025)

Elon Musk unterstützte Donald Trump bei der Präsidentschaftswahl in den Vereinigten Staaten 2024 und war bis Mai 2025 für die von Trump gegründete Department of Government Efficiency (DOGE; deutsch Behörde für Regierungseffizienz) tätig. Im Juni 2025 entspann sich ein öffentlicher Streit zwischen Musk und Trump. Musks Kritik fokussierte sich auf Trumps Gesetzentwurf One Big Beautiful Bill Act (deutsch etwa „ein großes, schönes Gesetzesvorhaben“), der unter anderem eine Verhinderung massiver Steuererhöhungen und erhöhte Militärausgaben vorsah. Zur Finanzierung war eine Kürzung von Sozialleistungen und eine ausgeweitete Staatsverschuldung vorgesehen. Musk kritisierte die Pläne als „widerliche Abscheulichkeit“ (englisch disgusting abomination) und rief die Kongressabgeordneten dazu auf, gegen das Gesetz zu stimmen. In einem Beitrag auf X erklärte er, dass das Gesetz „das bereits jetzt gigantische Haushaltsdefizit massiv auf 2,5 Billionen Dollar (!!!) erhöhen und die amerikanischen Bürger mit erdrückenden und untragbaren Schulden belasten“ werde. Trump hielt sich mit Kritik an Musk zunächst zurück, äußerte schließlich aber die Vermutung, dass Musks Verhalten mit dessen unterstellten Drogenkonsum (Ketamin, Psilocybin) zusammenhänge und ließ durchblicken, dass er große Regierungsaufträge an einige von Musks Unternehmen wieder zurückziehen könne.
In einer Serie von Beiträgen auf X schlug Musk die Gründung einer politischen Partei vor, die die „80 % der Menschen in der Mitte“ repräsentieren solle. Er verknüpfte dies mit einer Umfrage, bei der Nutzer mit „Ja“ oder „Nein“ über die Gründung abstimmen konnten. Die Umfrage endete am nächsten Tag, nachdem insgesamt 5.630.775 Personen abgestimmt hatten mit 80,4 % Zustimmung. Minuten nach der Auswertung kündigte Musk an, die Partei auf Grundlage der Umfrage zu gründen und sie „America Party“ zu nennen.
Bereits vor der Gründung hatten mehrere politische Bewegungen und Einzelpersonen, die dem Zweiparteiensystem kritisch gegenüberstehen, versucht, Musk für sich zu gewinnen. In einem Interview mit der Zeitung Politico schlug Andrew Yang eine Parteigründung gemeinsam mit Musk vor. Alternativ solle Musk seine Forward Party unterstützen. Musk hatte Yang bei dessen Präsidentschaftskampagne 2020 unterstützt. Auch der Vorsitzende des Libertarian National Committee, Steven Nekhaila, schlug im Juli eine Kooperation mit Musk vor.
Laut Reuters war Musk entschlossen, die America Party zu gründen – trotz seiner Versuche, eine Einigung mit Trump zu erzielen und trotz Kontakten seitens der Trump-Regierung. Als das „One Big Beautiful Bill“-Gesetz im Juni zur Abstimmung im Senat anstand, kündigte Musk an, die America Party zu gründen, falls das Gesetz verabschiedet werde. Er versprach, innerparteiliche Gegenkandidaten für Republikaner zu unterstützen, die dem Gesetz zustimmen. Tage später wurde das Gesetz im Repräsentantenhaus verabschiedet (am 3. Juli). Am Folgetag veröffentlichte Musk eine zweite Umfrage und skizzierte eine Wahlstrategie.
The Washington Post betonte, dass Musk über das nötige Vermögen verfüge, um eine Partei zu finanzieren, doch könnten Probleme in seiner beruflichen Laufbahn, die Beteiligung an der Behörde für Regierungseffizienz, sein Einfluss auf die Wahl des Obersten Gerichtshofes von Wisconsin 2025 (englisch Wisconsin Supreme Court Election 2025) sowie seine schwindende Beliebtheit die Gründung erschweren. Zudem steht die America Party vor Herausforderungen beim Zugang zu den Stimmzetteln (englisch ballot access) in den Bundesstaaten.
Am 5. Juli 2025 kündigte Musk an, dass die America Party an diesem Tag gegründet werde. Die Eintragung bei der Federal Election Commission unterzeichnete angeblich als Schatzmeister und Custodian of Records Vaibhav Taneja, Chief Financial Officer von Tesla, für die Partei.

## Organisation
Musk, der in Südafrika geboren wurde, kann nicht für das Amt des Präsidenten der Vereinigten Staaten kandidieren. Wie die Partei organisiert sein wird und wer sie führen wird, ist derzeit unbekannt.